# أدريان بايلون
أدريان بايلون (بالإنجليزية: Adrienne Bailon)‏ مواليد 24 أكتوبر 1983، هي ممثلة أمريكية بدأت مسيرتها الفنية عام 1999.

## وصلات خارجية
- الموقع الرسمي
- أدريان بايلون على موقع IMDb (الإنجليزية)
- أدريان بايلون على موقع ألو سيني (الفرنسية)
- أدريان بايلون على موقع ميوزك برينز (الإنجليزية)
- أدريان بايلون على موقع ميوزك برينز (الإنجليزية)
- أدريان بايلون على موقع أول موفي (الإنجليزية)
- أدريان بايلون على موقع إن إن دي بي (الإنجليزية)
- أدريان بايلون على موقع ديسكوغز (الإنجليزية)
- أدريان بايلون على موقع قاعدة بيانات الفيلم (الإنجليزية)
- أدريان بايلون على موقع كينوبويسك (الروسية)